# Roberto Cavosi
Roberto Cavosi (Merano, 3 agosto 1959) è un drammaturgo e regista teatrale italiano.

## Biografia
Frequenta dal 1978 l'Accademia nazionale d'arte drammatica di Roma. Diplomatosi lavora come attore in teatro e nel cinema per la regia tra gli altri di Luca Ronconi, Sandro Sequi, Luigi Squarzina, Aldo Trionfo, Nanni Fabbri e Marco Risi. Nel 1988, il suo esordio come autore al festival di Todi con il testo Lauben, lo porta a intraprendere la carriera di drammaturgo, abbinandola a quella di regista, dove si cimenta per la prima volta nel 1990, dirigendo il suo lavoro L'uomo irrisolto. Tra i suoi principali spettacoli: Rosanero, Antonio e Cleopatra alle corse, Gassosa e Bellissima Maria con il quale vince il Premio Riccione nel 2001 e pubblicato da Ubulibri nel volume Trilogia della luna. Di notevole interesse anche la trasmissione radiofonica da lui ideata, Teatrogionale. Attualmente docente di drammaturgia radiofonica presso l'Accademia nazionale d'arte drammatica, vive a Roma.
Nel 2024 collabora con la Rai radio 3 e il Teatro Stabile di Bolzano con un ciclo di sei messe in scena per celebrare i cento anni della Rai.

## Opere principali
- Lauben[15][16]
- L’uomo irrisolto[4]
- Il maresciallo Butterfly (Mariage (en) blanc)[17]
- Rosanero[5]
- Cinema Impero[18]
- Bellissima Maria[8]
- Gassosa[7]
- Sabato notte... scanzonato italiano[19]
- Antonio e Cleopatra alle corse[6]
- Anima errante[20]
- Persiani a Caporetto[21]
- Lo strano caso della notte di San Lorenzo[22]
- I cavalieri (da Aristofane)[23]
- Randagi[24]
- Hollywood Burger[25]
- L'italia alla radio (2024)[26]

## Maggiori riconoscimenti
- Biglietto d'oro AGIS per "Viale Europa”, 1992.[27]
- Vincitore Concorso I.D.I. con “Rosanero", 1993.[28]
- Premio "I.T.I. Maratea" per l'attività svolta, 1993.[27]
- Premio "Candoni Arta Terme" per opere commissionate con "Anima Errante”, 2001.[27]
- Premio Riccione Teatro con "Bellissima Maria”, 2001.[8]
- Premio Hystrio alla Drammaturgia, 2001[29].
- Premio Riccione: Premio speciale della giuria con “Antonio e Cleopatra alle corse”, 2007.[8]
- Premio Solinas: “Storie per il cinema”, con “Diario Rosanero”, 2008.[30]
- Menzione speciale Premio Platea con "Giulietta e Romeo prima dell'estate", 2016.[31]

## Maggiori pubblicazioni
- Trilogia della luna-Ubulibri.[9]
- Notte d’epifania Addiopizzo-edizionicorsare.[32]
- Mariage (en) blanc-Theatre en poche[33]
- Teatrogiornale-Edizioni Polistampa Firenze[34]
- Elettra sulle molle - Collana 'I Gabbiani' - Edizioni Privavera[35]